# Свердловский район (Луганская область)
Свердло́вский райо́н (укр. Свердло́вський райо́н) / Должа́нский райо́н (укр. Довжа́нський райо́н) — де-юре упраздённая административная единица Луганской области Украины. Согласно административно-территориальному делению самопровозглашенной Луганской Народной Республики район всё ещё существует.
Административный центр — город Свердловск/ Должанск (в состав района не входит).

## География
Площадь — 1,1 тыс. км².
Расположено отделение Луганского заповедника — «Провальская степь».
Территорией района протекают реки: Кундрючья, Должик, Нагольная.

## История
Образован в 1938 году. Упразднён 30 декабря 1962 года, восстановлен 8 декабря 1966 года.

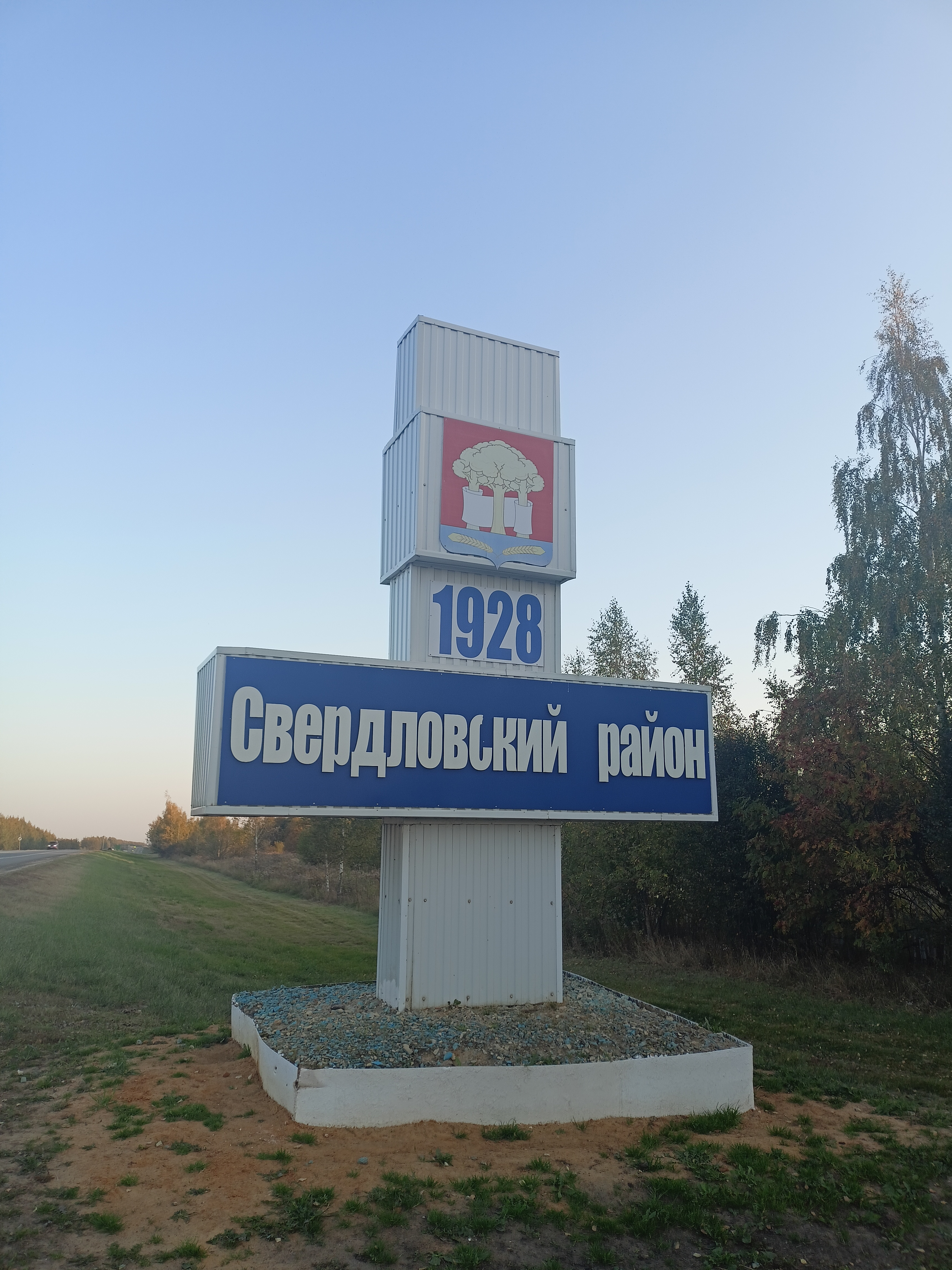
Стела в бывшем Свердловском районе во время российской оккупации

12 октября 1988 года в соответствии с Указом Президиума Верховного Совета УССР № 6700-ХІ были объединены Свердловский городской и Свердловский районный Советы народных депутатов Ворошиловградской области в один Свердловский городской Совет народных депутатов. Свердловский район передан в административное подчинение Свердловского городского Совета народных депутатов.
В мае 1995 года Кабинет министров Украины утвердил решение о приватизации райсельхозхимии и райсельхозтехники.
В 2016 году властями Украины переименован в Должанский район.
В июле 2020 года украинскими властями Должанский (Свердловский) район был объединён с Сорокинским (Краснодонским) районом и их райцентрами в укрупнённый Должанский район.

## Население
По данным Государственной службы статистики Украины на 1 января 2019 года составляло 11 686 человек.

## Административное деление
Количество советов:
- поселковых — 2
- сельских — 6

Количество населённых пунктов:
- пгт — 2
- сёл — 25
- посёлков (сельского типа) — 2

## Транспорт
- Через район проходит автомобильная дорога международного значения М-03.